# Mary Byrne (testemunha)
Mary Byrne mais tarde Mary O'Connell (1850 - 19 de outubro de 1936) foi uma mulher irlandesa considerada a principal testemunha da aparição de Nossa Senhora de Knock, no Condado de Mayo.

## Vida
Mary Byrne nasceu em 1850, a filha mais velha dos três filhos de Dominick e Margaret Byrne (nascida Bourke). Byrne foi uma das 15 pessoas que testemunharam uma visão incomum no final do frontão da igreja em 21 de agosto de 1879, mais tarde o local do Santuário Knock. Ela foi trazida lá às 20h15 pela governanta do pároco, Mary McCloughlin. Após sua chegada, Byrne viu três figuras pairando 2 pés no ar, e foi dito por McCloughlin que duas das figuras eram a Abençoada Virgem Maria e São José. Byrne identificou a terceira figura de São João Evangelista, pois ele se parecia com as estátuas de uma igreja em Lecanvey, perto de Westport, no condado de Mayo. Byrne foi a casas próximas e trouxe o resto do grupo de 15 para testemunhar a aparição, incluindo seus irmãos, Dominick e Margaret, e sua mãe. O pároco, arquidiácono Bartholomew Cavanagh, recusou-se a comparecer ao local porque não acreditava nas afirmações de sua governanta. A história da aparição em Knock se espalhou, com Byrne sendo considerado a principal testemunha dela. Em 1880, no primeiro aniversário da visão, Byrne participou de uma procissão comemorativa carregando uma bandeira da Virgem Maria.  Após a aparição, todas as testemunhas deram testemunho a uma comissão de inquérito sobre o acontecimento, que ocorreu apenas 6 semanas após a aparição. Descrita como "inteligente, aberta, sincera e verdadeira", Byrne, junto com suas outras testemunhas, foi considerada confiável.
Byrne se casou com James O'Connell em 1º de julho de 1882. Ele era de uma aldeia local, Becan. O casal teve cinco filhos e uma filha. Dois de seus filhos, Dominick e Patrick, tornaram-se policiais, Patrick em Chicago e Dominick em Belfast com o Royal Irish Constabulary. Depois de ficar viúva em 1926, Byrne morou perto de Knock com James, seu filho mais velho. Muitos dos peregrinos de Knock visitavam a casa para tocá-la. Byrne insistiu que quando ela fechasse os olhos e os abrisse novamente, ela poderia ter a visão. Em 1932, ela deu um depoimento e não vacilou em seu depoimento anterior. Ela assinou uma declaração sob juramento em 27 de janeiro de 1936 afirmando o que testemunhou em Knock. Ela foi examinada como parte da segunda comissão de inquérito em Knock em agosto de 1936, e é relatado que os impressionou com sua clara lembrança, declarando "Estou certo sobre tudo o que disse e faço esta declaração sabendo que estou indo antes do meu Deus."  Byrne morreu em 19 de outubro de 1936 e foi enterrada ao lado do marido no cemitério de Knock.

## Ver tembém
- Nossa Senhora de Knock
- Santuário de Nossa Senhora de Knock